# Tecumseh (Oklahoma)
Tecumseh é uma cidade localizada no estado norte-americano de Oklahoma, no Condado de Pottawatomie.

## Demografia
Segundo o censo norte-americano de 2000, a sua população era de 6098 habitantes.
Em 2006, foi estimada uma população de 6643, um aumento de 545 (8.9%).

## Geografia
De acordo com o United States Census Bureau tem uma área de
39,6 km², dos quais 39,0 km² cobertos por terra e 0,6 km² cobertos por água.

## Localidades na vizinhança
O diagrama seguinte representa as localidades num raio de 16 km ao redor de Tecumseh.